# يوهان مانيان
يوهان مانيان (بالفرنسية: Yohann Magnin)‏ هو لاعب كرة قدم فرنسي في مركز الوسط، ولد في 21 يونيو 1997 في فرنسا. لعب مع نادي كليرمون 63.

## وصلات خارجية
- يوهان مانيان على موقع قاعدة بيانات كرة القدم.إي يو (الإنجليزية)
- يوهان مانيان على موقع Soccerway.com (الإنجليزية)